# Toren van Oud
De Toren van Oud is een hoog gebouw staande naast het World Forum in het noorden van de wijk Zorgvliet in Den Haag. Het gebouw is in 1968 opgeleverd en staat bekend als de eerste wolkenkrabber van Den Haag. 

## Geschiedenis
Het ontwerp voor de Toren van Oud is in 1961 door J.J.P Oud gemaakt. Na het overlijden van Oud in 1963 is de toren gerealiseerd door zijn zoon Hans Oud. Het gebouw had bij oplevering een hoogte van 64,8 meter en telde 18 verdiepingen en is driehoekig van vorm (16x16x16 meter). De betonnen kern omvat naast schoorstenen de ontsluiting van de verdiepingen middels een spiltrap en twee liften. De schoorstenen behoren bij een energiecentrale op de begane grond die onder andere het ernaast gelegen congresgebouw van warme of koele lucht voorziet. De toren wordt gekenmerkt door rondom lopende glazen gevelstroken in combinatie met gele bakstenen borstweringen. De verdiepingen bieden een panoramisch uitzicht op de omgeving: richting de Noordzee, over de Scheveningse Bosjes en over het centrum van Den Haag.
Oorspronkelijk was het gebouw ontwikkeld als hotel voor de bezoekers van het Nederlands Congresgebouw. Na de oplevering in 1968 bleek een goede exploitatie van de toren als hotel niet mogelijk, onder meer door het nabij gelegen hotel Bel Air. De verdiepingen zijn vervolgens als kantoorruimten verhuurd.
In 1995 en begin 1996 is de Toren van Oud door Wilma Bouw naar een ontwerp van Wytze Patijn voorzien van een nieuwe indeling met negen kantoren op de onderste verdiepingen en acht appartementen op de bovenste verdiepingen. Teneinde het vloeroppervlak te vergroten is een vluchttrap gesloopt waardoor de spiltrap als enige vluchtroute resteert. Deze kon als brandveilige vluchttrap gaan gelden middels het realiseren van loggia's waarvoor ter plaatse de beglazing uit de gevel werd verwijderd. Opdrachtgever tot de verbouw was Woningstichting 's-Gravenhage. 
In 1996 verkreeg Woningstichting 's-Gravenhage van de Gemeente Den Haag het eigendom over de toren. Ook de appartementen en de kantoren bleken echter niet rendabel te exploiteren. Haag Wonen, in 1999 voortgekomen uit een fusie tussen Woningstichting 's-Gravenhage en Woningstichting VZOS, liet daarom vanaf 2004 studenten in het gebouw wonen om te voorkomen dat de ruimten gekraakt zouden worden. In 2010 werden de twee liften afgekeurd, waardoor de toren ontruimd moest worden en leeg kwam te staan. In 2017 verleende de gemeente Den Haag toestemming het pand te verbouwen tot appartementencomplex voor kort verblijf. De renovatie werd in 2021 voltooid. De toren werd hierbij aan elke zijde met 1,6 meter verbreed en opgehoogd met twee verdiepingen zodat het zijn oorspronkelijke dimensies behield.

## Fotogalerij

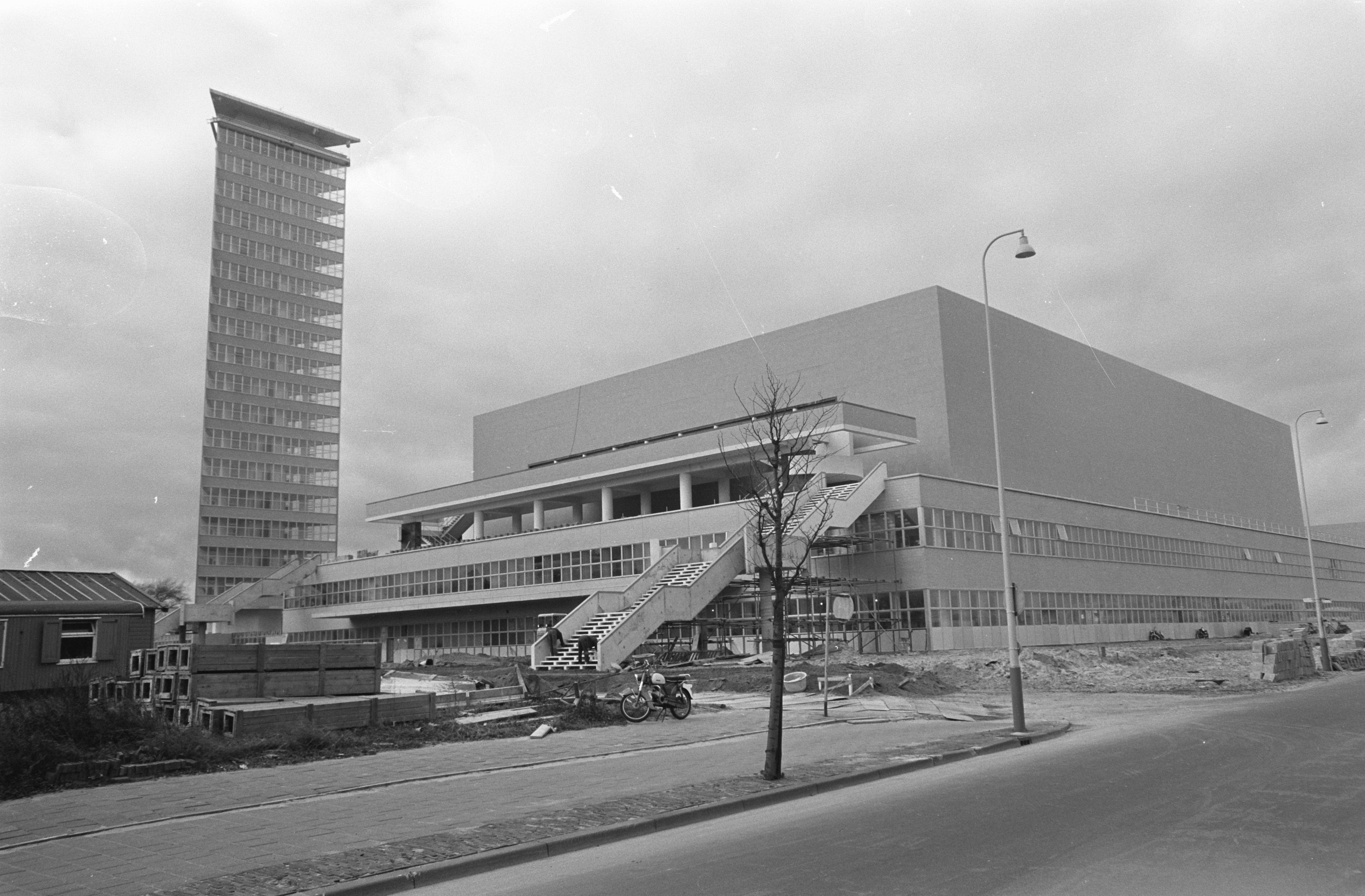
1968 - Na oplevering
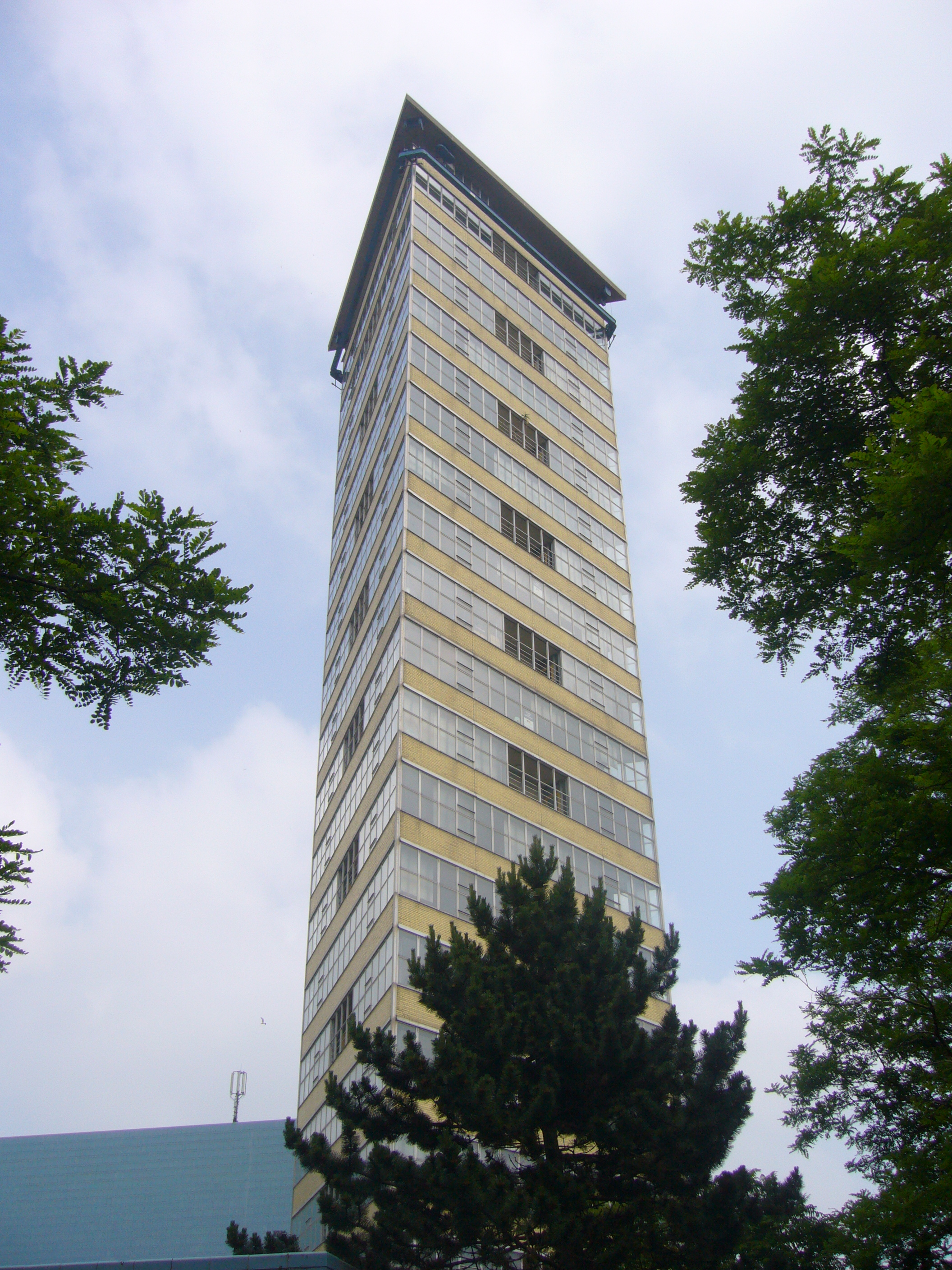
2011
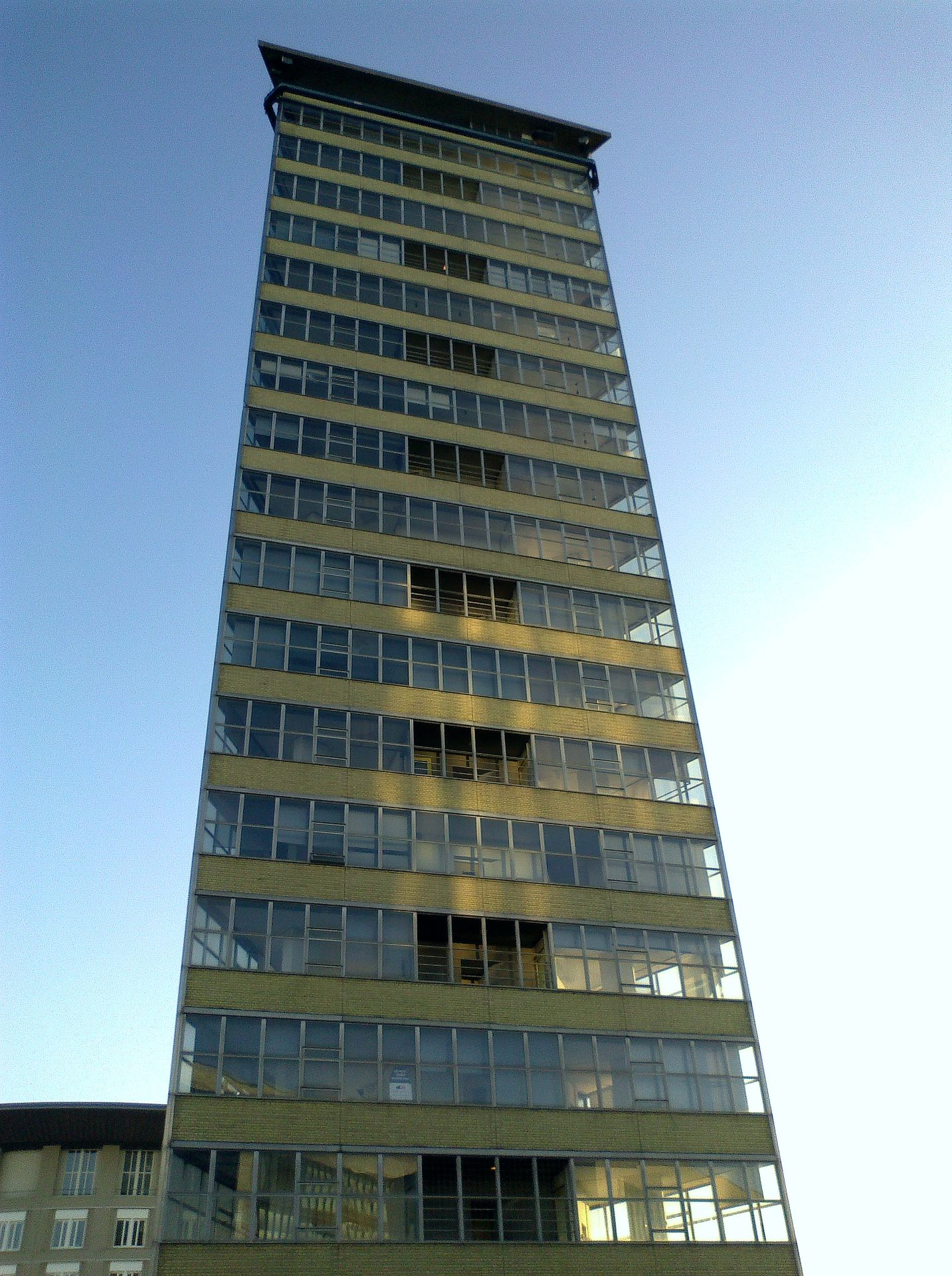
2015 - Vlak voor de transformatie